# Aldo Rebelo

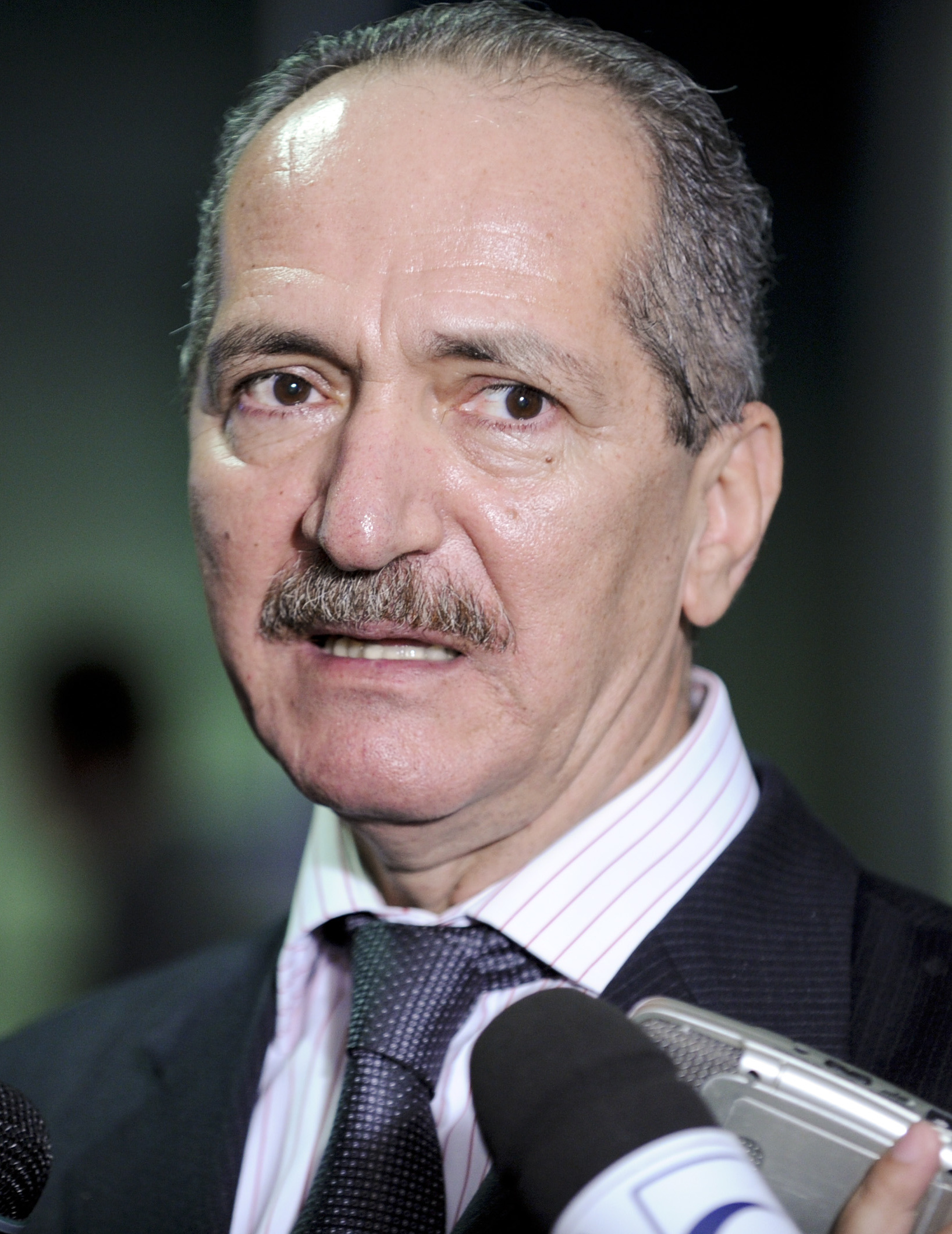
Aldo Rebelo

José Aldo Rebelo Figueiredo (* 23. Februar 1956 in Viçosa, Alagoas) ist ein brasilianischer Politiker (PMDB, PCdoB, Solidariedade) und Journalist. Unter Präsidentin Dilma Rousseff leitete er verschiedene Ministerien.

## Leben
Aldo Rebelo war der Sohn von José Figueiredo Lima und Maria Cila Rebelo Figueiredo.
Rebelo arbeitete als Journalist in Brasilien. Von 1980 bis 1985 gehörte er dem Partido do Movimento Democrático Brasileiro (PMDB) an, bevor er 1985 zum Partido Comunista do Brasil (PCdoB) übertrat, seit 2018 ist er Mitglied der Partei Solidariedade.
Von 1989 bis 1991 war er zum Stadtrat von São Paulo für die PCdoB gewählt worden. Bei den Wahlen in Brasilien 1990 wurde er zum Bundesabgeordneten für den Bundesstaat São Paulo in die Abgeordnetenkammer des Nationalkongresses gewählt und mehrfach wiedergewählt. Vom 28. September 2005 bis 31. Januar 2007 war Rebelo als Nachfolger von Severino Cavalcanti Parlamentspräsident der Abgeordnetenkammer Brasiliens. Sein Nachfolger als Parlamentspräsident wurde 2007 der Abgeordnete Arlindo Chinaglia.
Vom 27. Oktober 2011 bis 1. Januar 2015 war er im ersten Kabinett von Dilma Rousseff Sportminister, ab 1. Januar 2015, im Kabinett Rousseff II, war er amtierender Wissenschaftsminister (Ministro da Ciência, Tecnologia e Inovação) Brasiliens. Von Oktober 2015 bis Mai 2016 war er anschließend brasilianischer Verteidigungsminister (Ministro da Defesa).
Für die Präsidentschaftswahl in Brasilien 2022 stellte er sich im August 2021 ohne Unterstützung einer Partei selbst als Präsidentschaftskandidat auf. Er trat im März 2022 der Partei Partido Democrático Trabalhista (PDT) bei, die jedoch einen anderen Kandidaten in die Wahl schickte, so dass ihm bei den Wahlen in Brasilien 2022 die Kandidatur als Senator für den Bundesstaat São Paulo übrig blieb. Am 2. Oktober 2022 erreichte er 230.833 oder 1,07 % der gültigen Stimmen, was nicht zur Wahl in das Amt als Senator reichte.